# Dudley (Pennsylvania)
Dudley è un comune (borough) degli Stati Uniti d'America, situato nello stato della Pennsylvania, nella contea di Huntingdon.

## Società

### Evoluzione demografica
Secondo il censimento del 2000, c'erano 192 persone, 79 famiglie e 54 famiglie residenti nel distretto. La densità di popolazione era di 509,8 persone per miglio quadrato (195,1 / km2). C'erano 89 unità abitative con una densità media di 236,3 per miglio quadrato (90,4 / km2). La composizione razziale del borgo era al 100,00% bianco. C'erano 79 famiglie, di cui il 29,1% aveva figli di età inferiore ai 18 anni che convivevano con loro, il 60,8% erano coppie sposate che convivono, il 6,3% aveva una donna capofamiglia senza marito presente e il 30,4% non erano famiglie. Il 25,3% di tutte le famiglie era composto da individui e il 15,2% aveva qualcuno che viveva da solo che aveva 65 anni o più. La dimensione media della famiglia era 2,43 e la dimensione media della famiglia era 2,93.
Nel distretto la popolazione era distribuita, con il 21,9% sotto i 18 anni, il 6,8% tra i 18 ei 24 anni, il 28,6% tra i 25 ei 44 anni, il 28,6% tra i 45 ei 64 anni e il 14,1% di età pari o superiore ai 65 anni. L'età media era di 40 anni. Per ogni 100 femmine c'erano 102,1 maschi. Per ogni 100 donne dai 18 anni in su, c'erano 92,3 maschi.
Il reddito medio per una famiglia nel distretto era di $ 33.393 e il reddito medio per una famiglia era di $ 40.000. I maschi avevano un reddito medio di $ 28.929 contro $ 25.313 per le femmine. Il reddito pro capite per il distretto era di $ 14.984. Nessuna delle famiglie e il 4,5% della popolazione viveva al di sotto della soglia di povertà, compresi i minori di diciotto anni e il 14,3% di quelli con più di 64 anni.